# Мануйловски селски съвет (Запорожка област)
Мануйловски селски съвет (на украински: Мануйлівська сільська рада) e селски съвет в Приморски район, Запорожка област, Украйна. Той е съставен от 3 селища с площ от 4.14 км2. През 2001 година населението му възлиза на 1476 души. Административен център е село Мануйловка.

## Селища
- с. Петровка – 799 души (2001 г.)
- с. Мануйловка – 596 души (2001 г.)
- с. Калиновка – 81 души (2001 г.)

## Местна власт
Управителният съвет на Елизаветовски селски съвет е съставен от 16 члена. След изборите през 2010 година в местната управа влизат:
- Партия на регионите – 10 места
- Комунистическа партия на Украйна – 2 места
- Всеукраинско обединение „Отечество“ – 2 места
- Народна партия – 1 място
- Партия на индустриалците и предприемачите на Украйна – 1 място